# Кордильера-Негра
Кордилье́ра-Не́гра (исп. Cordillera Negra, буквально — «чёрная горная цепь») — горный хребет в Западных Кордильерах Анд Перу, расположенный к западу от долины реки Санта.
Хребет протягивается в меридиональном направлении на 180 км. Максимальная высота — 5181 м. Сложен в основном мезокайнозойскими интрузивными (на западе) и неогеновыми эффузивными (на востоке) породами. Большая часть склонов лишены растительности в условиях пустынного климата. Крайне сейсмичный район, где часты сильные землетрясения.
Хребет получил название получил за тёмные вулканические породы и оголённые склоны.